# Sebastián Pineda Buitrago
Sebastián Pineda Buitrago es un investigador y ensayista colombiano. 
Nació en Medellín en 1982. Estudió la licenciatura en Literatura en la Universidad de los Andes de Bogotá. Entre 2001 y 2007 fue un asiduo tertuliano del escritor Germán Espinosa e investigador del Instituto Caro y Cuervo. Su tesis de pregrado, La musa crítica: teoría y ciencia literaria de Alfonso Reyes, fue publicada en México por El Colegio Nacional en 2007 por recomendación de José Emilio Pacheco. Coordinó  las ediciones monográficas de la revista Anthropos de Barcelona tanto sobre el escritor mexicano Alfonso Reyes como sobre el ensayista colombiano Germán Arciniegas. Después de casi diez años de investigación, en 2012 publicó su Breve historia de la narrativa colombiana. Siglos XVI-XX, que constituye un aporte a la historiografía y a la crítica de la literatura colombiana.
En Madrid, becado por la Fundación Carolina, estudió la maestría en Filología Hispánica que se impartía en el Centro de Ciencias Sociales y Humanas del CSIC en Madrid. A mediados de 2011 se radicó en México, donde se hizo doctor en Literatura Hispánica por El Colegio de México. Durante una estancia de investigación en Alemania, como parte del grupo "Entre Espacios: Movimientos y Actores de la Globalización (enlace roto disponible en Internet Archive; véase el historial, la primera versión y la última)." en la Freie Universität Berlin, publicó en 2014 Comprensión de España, una antología crítica de la obra de Alfonso Reyes, que en 2015 ha sido traducida al francés.  
Fundó la  desaparecida revista colombiana La Movida Literaria, junto a Andrés Mauricio Muñoz y Juan Pablo Plata, y ayudó a fundar la revista internacional Alba Magazine y la Red Nacional de Estudiantes de Literatura de Colombia. Escribe un blog en el diario colombiano El Tiempo sobre literatura.  Es profesor investigador de la Universidad Iberoamericana (campus Puebla). Publicó en 2016 el libro Tensión de Ideas: el ensayo hispanoamericano de entreguerras (UANL) sobre José Ortega y Gasset, Eugenio d'Ors, Marcelino Menéndez Pelayo, José Vasconcelos y Domingo Faustino Sarmiento, entre otros. Es parte del grupo de investigación Humanismo-Europa de la Universidad de Alicante, como también de Ensayo en Diálogo de la UNAM. Se dedica a la historia intelectual o historia de las ideas a través del estudio del ensayo en lengua española.  